# Kushima
Kushima (串間市 Kushima-shi?) es una ciudad en la prefectura de Miyazaki, Japón, localizada al sur de la isla de Kyūshū. Tenía una población estimada de 16 744 habitantes el 1 de marzo de 2021 y una densidad de población de 57 personas por km². Fue fundada el 3 de noviembre de 1954.

## Geografía
Kushima está localizada en el extremo sur de la prefectura de Miyazaki, a unos 70 km al sur-suroeste de la ciudad de Miyazaki. Limita al norte con la ciudad de Miyakonojō, al este con Nichinan, al oeste con la prefectura de Kagoshima (Shibushi) y al sur con la bahía de Shibushi y el mar de Hyūga.
Dentro de los límites del municipio se encuentra la isla de Kōjima, conocida por el sitio de estudios de campo del Instituto de Investigación de Primates, donde se realizan estudios sobre macacos japoneses.

## Demografía
Según los datos del censo japonés, la población de Kushima ha disminuido constantemente en los últimos 60 años.
| Gráfica de evolución demográfica de Kushima entre 1940 y 2015    |                                                                  |
| ---------------------------------------------------------------- | ---------------------------------------------------------------- |
| Gráfico no disponible temporalmente debido a problemas técnicos. |                                                                  |
| Oficina de Estadística de Japón                                  |                                                                  |
|                                                                  | Gráfico no disponible temporalmente debido a problemas técnicos. |

## Ciudades hermanas
Kushima está hermanada con:
- Takanabe, Miyazaki, Japón.
- Ibiúna, São Paulo, Brasil.
- Anguo, Hebei, China.